# ゴラツィー・ギンヅブルク

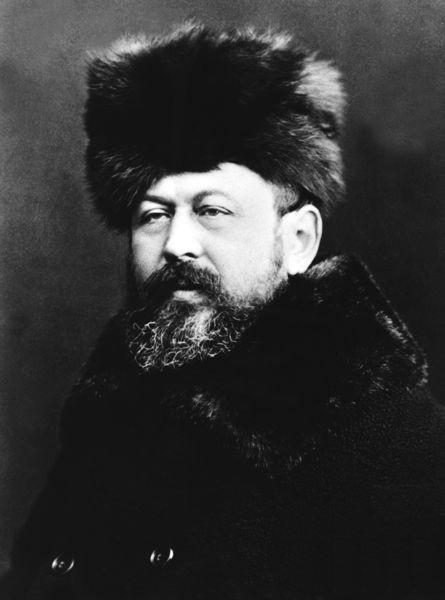
ゴラツィー・ギンヅブルク

ゴラツィー・オシポヴィチ[エヴゼレヴィチ]・ギンヅブルク（Гораций Осипович [Евзелевич] Гинцбург, Goratsiy Osipovich [Evzelevich] Gintsburg, 1833年2月8日 - 1909年3月2日）別名ナフタリ・ゲルツ（Нафтали Герц, Naftali Gerts）は帝政ロシアの銀行家、慈善家、男爵。Günzburgとも表記する。ズヴェニゴロトカに生まれ育つ。クリミア戦争で父ヨシフ・ギンヅブルクが財をなしてからは、一家でペテルブルクに移った。息子はダヴィト・ギンヅブルク。

## 金鉱業
1871年にレンスキー金鉱業会社の、1874年にベレゾフスキー金鉱業会社の、1888年に南アルタイ金鉱業会社の経営に参加した。

## ユダヤ活動家
1863年、父と共にユダヤ人文化普及協会を設立。1878年に父が亡くなると理事の地位を引き継ぎ、この協会に対する惜しみない寄付と貢献でユダヤ人社会から慕われた。1870年に内務大臣の援助で「ユダヤ人問題」に関する委員会が開かれると、彼は専門家として召喚され、ユダヤ人の権利を拡張するためにロシア政府へ働きかけた。
1882年、政府の許可の下にペテルブルクで開かれたユダヤ人会議では議長を務めた。1887年、パーレン伯爵の司会により、ユダヤ人問題に関する高等委員会が開かれると、彼も招かれて意見を求められた。
1893年以降、ユダヤ人農業協会で中央委員長を務めた。アルゼンチンのユダヤ人入植地の中には、ギンヅブルク男爵の名を冠したコロニーが存在する。
1903年、彼の70歳の誕生日を祝して、ニューヨークではド・ギンヅブルク男爵基金が創設された。
翌年、ユダヤ人協会・中央委員会代表に就任。